# Броденбах
Броденбах (нем. Brodenbach) — община в Германии, в земле Рейнланд-Пфальц.
Входит в состав района Майен-Кобленц. Подчиняется управлению Унтермозель. Население составляет 602 человека (на 31 декабря 2010 года). Занимает площадь 9,64 км².

## Достопримечательности
- Эренбург — руины средневекового замка.